# جورج غوتليب شميدت
جورج غوتليب شميدت (بالألمانية: Georg Gottlieb Schmidt) (و. 1768 – 1837 م) هو رياضياتي، وفيزيائي، وأستاذ جامعي من ألمانيا . ولد في سيهيم - يوجينهايم .
توفي في غيسن ، عن عمر يناهز 69 عاماً.

## مناصب وهيئات
أدار جامعة غيسن.